# Ichijō Norifusa
Ichijō Norifusa (一条 教房?; 1423 – 6 novembre 1480) è stato un daimyō giapponese del periodo Muromachi, capo fondatore del clan Ichijō della provincia di Tosa.

## Biografia
Figlio del reggente Ichijō Kaneyoshi, fu un Kugyō (nobile di Corte) durante il periodo Muromachi (1336–1573). Ebbe la carica di kampaku dal 1458 al 1463. Nel 1475 scappò da Kyoto e si spostò nella provincia di Tosa, fondando il ramo Tosa-Ichijō clan. Ritornò successivamente nella capitale, ma suo figlio Fusaie rimase nella provincia.